# 鐵錢
鐵錢，是中國古錢幣之一，流行於四川一帶，以鐵鑄，造型一如銅錢，為圓型，上有方孔。古時四川乏銅，故以鐵鑄錢。
五代十國的後蜀因財政因難，發行鐵錢，號稱「廣政通寶」，與銅錢並用。宋太祖滅後蜀後，回收四川的金銀和銅錢，運往中央，鑄造鐵錢代用，並禁止帶銅錢入四川。於是鐵錢成為四川的主要貨幣。
但鐵錢原材料較廉價，約十枚方能兌換一枚銅錢，而且重量更高，使用非常不便。民眾往往將鐵錢寄存在「交子鋪」中，換取票據交子，並在日常生活中用作交易。1023年，宋朝政府發行紙幣交子。鐵錢遂被交子取代，不再是四川的主要貨幣。
南宋政府一度在江北使用鐵錢，使銅錢得以集中於江南。但因會子逐漸流行，南宋終於放棄鐵錢政策，回收鐵錢。